# 火縄

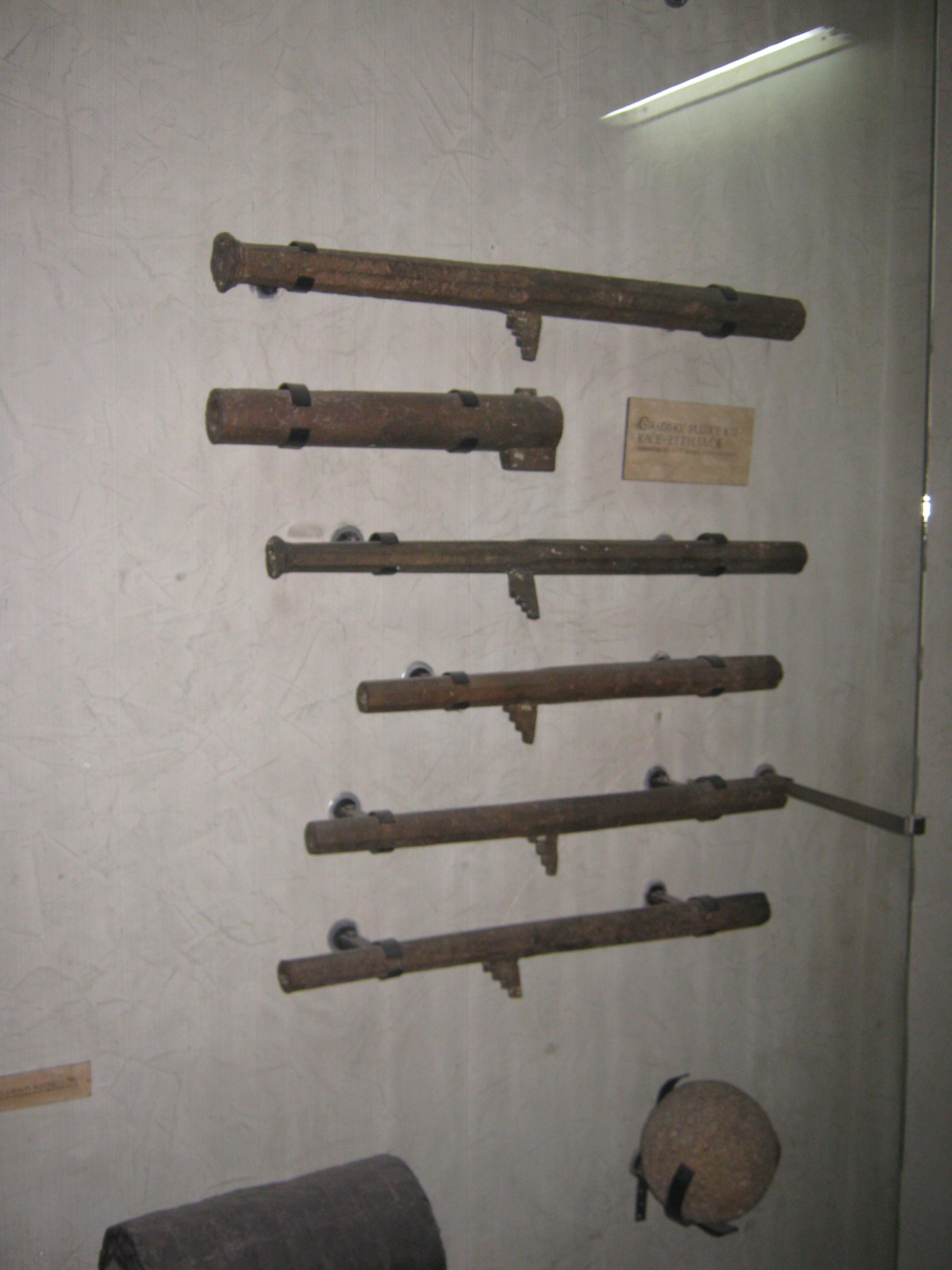
15世紀にセルビア軍で使用されていたマスケット銃「フィティリヤ」。

火縄（ひなわ、英: Slow match/match cord）は、ゆっくりと燃える細い紐、または導火線をより合わせて細い綱にしたものである。
火薬を使う初期の武器である火縄銃、マスケット銃、大砲、砲弾（普通の砲弾では使われなかった。榴弾#歴史を参照）やペタードと呼ばれる小型爆弾などで点火用に使われた。火縄は黒色火薬を使う武器には最適の点火手段だった。多少荒く扱っても火が消えたりしないし、近くの火薬を勝手に誘爆させてしまうような大きな炎を出すこともないためである。
火縄は、ほかにも岩に発破をかける現場でも、火薬に点火するための手段として使われた。

## 設計と使用
火縄銃では火縄はロック (火器)に取り付けられた。火縄の材料は、通常は麻や亜麻の紐で、ゆっくりと安定して長時間燃焼するように化学処理されていた。しかし日本では、火縄は竹やヒノキの樹皮を編むことでも作られた。燃焼速度は1時間あたりおよそ1フィート（305mm）であった。
火縄銃での実際の使用では、火縄の両端に点火しておくことがよくあった。火皿内の火薬の発火の衝撃で火縄の火が消えることが多く、その際に反対端の火を使用して再点火できるためである。また、湿った地面で火縄を引きずるのを防ぐために、リンストックという杖状の器具がしばしば使用された。これを地面に突き立て、火縄の端を地面に当たらぬようにかけておいた。
火縄の製造には（家伝のような）多くの方式が存在し、さまざまな燃焼率がある。主に使用された化学物質は硝酸カリウムだったが、硝酸ナトリウムや酢酸鉛（II）も使用されているようである。硝酸カリウムは、大気中の水分を吸収する割合が低いため、硝酸ナトリウムよりも優れている。
火縄はヨーロッパでは15世紀から1630年頃まで、フリントロック式の銃が目立つようになるまでよく使用されていた（1540年以降のスナップロック銃の登場は、火縄の使用には限られた影響しかなかった。スナップロックは、一般的に農民の武器と見なされていた）。その後のヨーロッパでは限られた数のマッチロック銃で1730年頃まで使われ、日本では1900年代初頭まで使用されていた。小型武器での使用が廃れた後でも、一部の大砲（特にイギリス海軍）では、フリントロック時代の終わりまでバックアップとして火縄の装備を続けていた。

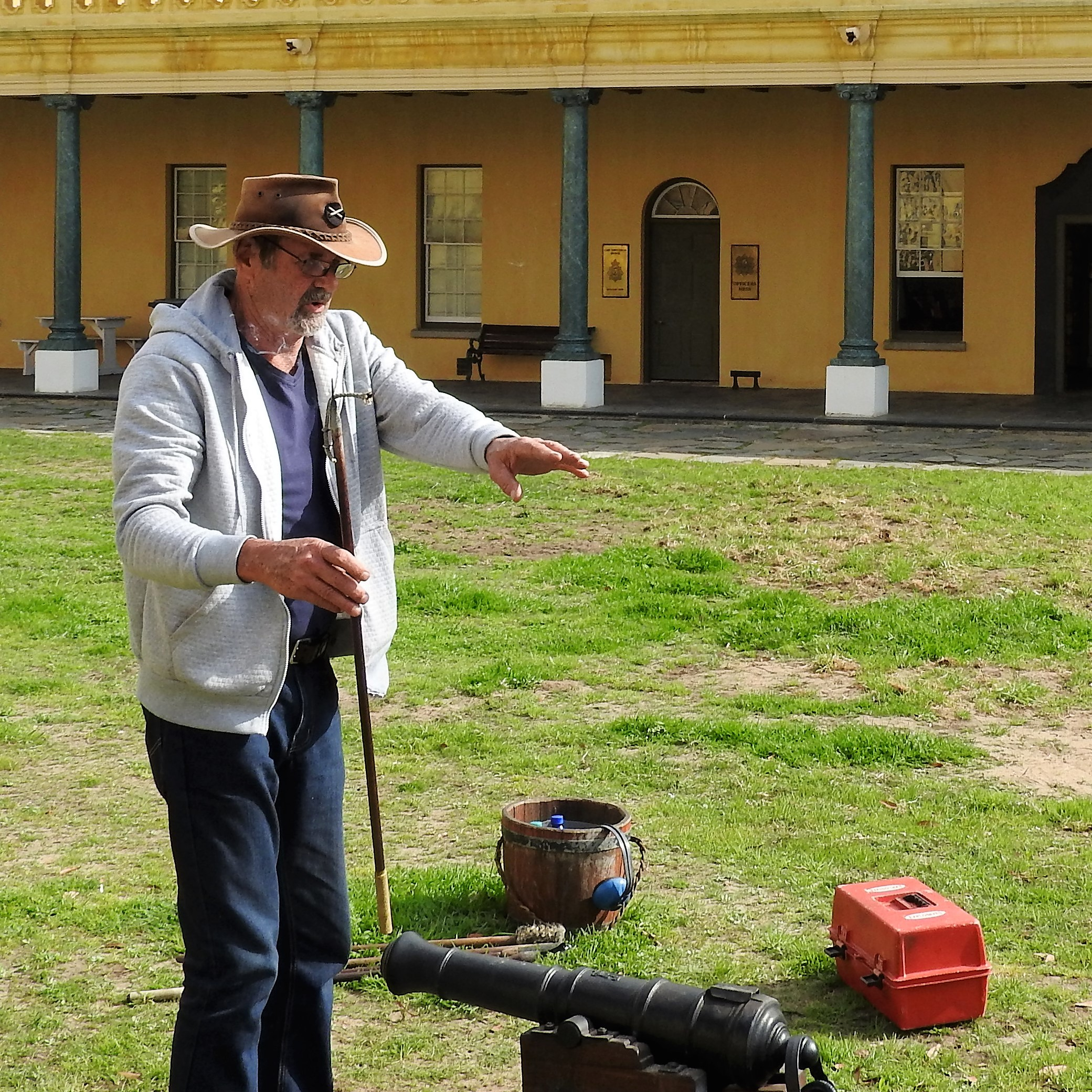
火縄を使用した大砲の実演

## 現代の使用
現代の火縄（レプリカのマッチロック銃・火縄銃で使用される）は、麻の栽培が規制されていることが多いため、麻ではなく綿の紐で作られていることがある。